# Championnat national SCCA de voitures de sport
Le Championnat national SCCA de voitures de sport (en anglais : SCCA National Sports Car Championship) était une compétition de voitures de sport organisée aux États-Unis de 1951 à 1964 par le Sports Car Club of America. Il s'agissait de la première compétition de voitures de sport organisée aux États-Unis après la Seconde Guerre mondiale. Championnat amateur, il a finalement été remplacé par le championnat professionnel United States Road Racing Championship et par l'amateur American Road Race of Champions, qui se existe à ce jour sous le nom de SCCA National Championship Runoffs.

## Histoire
Le championnat a été créé en 1951 à partir d'événements SCCA existants. Jusqu'en 1953, un seul championnat était attribué, avec des points payés en fonction de la position finale dans chaque classe. À partir de 1954, des champions sont nommés dans chaque classe.

## Palmarès
| Saison | Pilote            | Voiture          |
| ------ | ----------------- | ---------------- |
| 1951   | John Fitch        | CunninghamJaguar |
| 1952   | Sherwood Johnston | Jaguar           |
| 1953   | Bill Spear        | Ferrari          |

Voitures de sport
| Saison | B Modified              | C Modified                       | D Modified                    | E Modified                       | F Modified             | G Modified                | H Modified                       | I Modified               |
| ------ | ----------------------- | -------------------------------- | ----------------------------- | -------------------------------- | ---------------------- | ------------------------- | -------------------------------- | ------------------------ |
| 1954   | Jack EnsleyKurtis Kraft | Jim KimberlyFerrari              | Bill LloydFerrari             | Fred Wacker‡Bristol              | Briggs CunninghamOsca  | Rees MakinsOsca           | Candy PoolePBX Special           | –                        |
| 1954   | Jack EnsleyKurtis Kraft | Jim KimberlyFerrari              | Bill LloydFerrari             | Ted Boynton‡Frazer Nash, Bristol | Briggs CunninghamOsca  | Rees MakinsOsca           | Candy PoolePBX Special           | –                        |
| 1955   | Charles MoranCunningham | Sherwood JohnstonFerrari, Jaguar | Phil HillFerrari              | James LoweFrazer Nash, Bristol   | Pete LovelyCooper      | Skip SwartleyOsca         | Dolph VilardiBandini             | –                        |
| 1956   | Walt GrayAllard         | Walt HansgenJaguar               | Bill LloydMaserati            | E. B. LunkenFerrari              | Jack McAfeePorsche     | Frank BaptistaLotus       | James OrrDevin Panhard           | –                        |
| 1957   | J. E. RoseChevrolet     | Walt HansgenJaguar               | Paul O'SheaMercedes-Benz      | Gaston AndreyFerrari             | Charles WallacePorsche | Frank BaptistaLotus       | Melvin SachsBandini              | –                        |
| 1958   | Hal UllrichExcalibur    | Walt HansgenLister               | James JohnstonFerrari         | Gaston AndreyFerrari             | Bob HolbertPorsche     | Frank BaptistaElva, Lotus | Martin Tanner"Martin T" Special, | Sam MosesBerkeley        |
| 1959   | John StaverEchidna      | Dick ThompsonLister, Chevrolet   | Alan ConnellFerrari, Maserati | Gaston AndreyFerrari             | Don SesslarPorsche     | Art TweedaleElva          | James EichenlaubOsca             | –                        |
| 1960   | Augie PabstScarab       | Dick ThompsonChevrolet           | Gaston AndreyMaserati         | Bob HolbertPorsche               | Roger PenskePorsche    | Millard RipleyLola, Lotus | Oliver SchmidtOsca               | Phillips JeffreyBerkeley |
| 1961   | Harry HeuerScarab       | Pete HarrisonLister              | Roger PenskeMaserati, Cooper  | Bob HolbertPorsche               | Bob BucherPorsche      | Charles KurtzLola         | Oliver SchmidtLola, Osca         | Phillips JeffreyBerkeley |
| 1962   | –                       | Harry HeuerChaparral, Scarab     | Roger PenskeMaserati, Cooper  | Bob HolbertPorsche               | Joe BuzzettaPorsche    | M. R. J. WyllieLola       | Glenn BaldwinLotus               | –                        |
| 1963   | –                       | Harry HeuerChaparral             | Roger PenskeCooper            | Joe BuzzettaPorsche              | Peter SachsLotus       | Chuck DietrichBobsy       | Bill GreerDKW                    | –                        |
| 1964   | –                       | Ed LowtherGenie                  | Tom O'BrienFerrari            | Lee HallElva                     | Don WolfElva           | Charles BarnsMerlyn       | Ed WalshLotus                    | –                        |

Stock-car (1954–1965)
| Year | A Production              | B Production                     | C Production              | D Production                  | E Production            | F Production              | G Production                   | H Production                 | I Production             | J Production      |
| ---- | ------------------------- | -------------------------------- | ------------------------- | ----------------------------- | ----------------------- | ------------------------- | ------------------------------ | ---------------------------- | ------------------------ | ----------------- |
| 1954 | –                         | –                                | Charles WallaceJaguar     | William KinchloeAustin-Healey | Bob SalzgaberTriumph    | Dick Thompson‡Porsche, MG | –                              | –                            | –                        | –                 |
| 1954 | –                         | –                                | Charles WallaceJaguar     | William KinchloeAustin-Healey | Bob SalzgaberTriumph    | Art Bunker‡Porsche        | –                              | –                            | –                        | –                 |
| 1955 | –                         | –                                | Charles WallaceJaguar     | Paul O'SheaMercedes-Benz      | Gaston AndreyMorgan     | Bengt SöderströmPorsche   | George ValentineMG             | –                            | –                        | –                 |
| 1956 | –                         | –                                | Harry CarterJaguar        | Paul O'SheaMercedes-Benz      | Bengt SöderströmPorsche | Lake UnderwoodPorsche     | Emil PupulidyPorsche           | –                            | –                        | –                 |
| 1957 | –                         | Dick ThompsonChevrolet           | Harry CarterMercedes-Benz | Fred MooreAustin-Healey       | Bob KuhnAC              | Lake UnderwoodPorsche     | Templeton BriggsAlfa Romeo     | –                            | –                        | –                 |
| 1958 | –                         | Jim JeffordsChevrolet            | George ReedFerrari        | Dick ThompsonAustin-Healey    | Harry CarterAC          | Emil PupulidyPorsche      | Bob GrossmanAlfa Romeo         | Howard HannaD.B. Panhard     | –                        | –                 |
| 1959 | –                         | Jim JeffordsChevrolet            | Bob GrossmanFerrari       | Fred SprossAustin-Healey      | Pierre MionAC           | Harry BlanchardPorsche    | Chuck StoddardAlfa Romeo       | Ray HeppenstallD.B. Panhard  | Paul RichardsFiat-Abarth | Ed WrightBerkeley |
| 1960 | –                         | Bob JohnsonChevrolet             | Bruce JenningsPorsche     | Elliott PewAC                 | Duncan BlackDaimler     | Douglas DiffenderferSiata | Vince TamburoSunbeam           | Chandler LawrenceFiat-Abarth | –                        | –                 |
| 1961 | Bob HathawayFerrari       | Dick ThompsonChevrolet           | Pierre MionAC             | Chuck StoddardAlfa Romeo      | Mark DonohueElva        | Howard HannaD.B. Panhard  | Al WeaverAlfa Romeo            | Rod HarmonAustin-Healey      | –                        | –                 |
| 1962 | Dick ThompsonChevrolet    | Don YenkoChevrolet               | Dave ClarkLotus           | Bert EverettPorsche           | Bob TulliusTriumph      | Howard HannaD.B.          | Lynn BlanchardAlfa Romeo       | Ed AstriFiat-Abarth          | –                        | –                 |
| 1963 | Bob JohnsonGT 350 Mustang | Don YenkoChevrolet               | Duncan BlackDaimler       | Bob TulliusTriumph            | Lake UnderwoodPorsche   | Robert ShawAlfa Romeo     | Pete Van der VateAustin-Healey | Donna Mae MimsAustin-Healey  | –                        | –                 |
| 1964 | Bob JohnsonShelby         | Frank DominianniChevrolet        | Bruce JenningsPorsche     | Bob TulliusTriumph            | Hans ZereisPorsche      | Don SesslarSunbeam        | Pete Van der VateMorgan        | Carl TruittAustin-Healey     | –                        | –                 |
| 1965 | Shelby                    | Jerry Titus Shelby Mustang GT350 |                           |                               |                         |                           |                                |                              |                          |                   |